# Awior
Awior (Hirundichthys rondeletii) – gatunek ryby z rodziny ptaszorowatych (Exocoetidae).

## Występowanie
Podzwrotnikowe wody wszystkich oceanów.
Przebywa w powierzchniowych warstwach wody. Potrafi wyskakiwać z wody i szybować na duże odległości.

## Cechy morfologiczne
Osiąga do 30 cm długości. Na pierwszym łuku skrzelowym 24–31 wyrostków filtracyjnych. W płetwie grzbietowej 10–12 promieni, w płetwie odbytowej 11–12 promieni. W płetwach piersiowych 15–18 promieni, w płetwach brzusznych 6 promieni.
Ubarwienie ciała ciemne, górna część ciała opalizująca – niebieska, dolna srebrzyście lśniąca. Płetwy grzbietowa i ogonowa szarawe, pozostałe płetwy szkliście przezroczyste. U młodych osobników wydłużone, parzyste płetwy czarne.

## Rozród
W Morzu Śródziemnym trze się od VI do VIII. Ziarenka ikry są zaopatrzone w pęczek nitek z jednej strony oraz pojedynczą nitkę z drugiej strony jaja.

## Znaczenie
Poławiany w rybołówstwie.